# Luigi Bartolini
Luigi Bartolini, född 8 februari 1892, död 16 maj 1963, var en italiensk konstnär, författare och poet.
1946 utgavs Bartolinis roman Ladri di biciclette (Cykeltjuven), som filmatiserades av Vittorio de Sica 1948.